# Hammering Man
Hammering Man (littéralement, « Homme martelant ») est une série de sculptures cinétiques monumentales réalisées par Jonathan Borofsky et installées dans diverses villes du monde.

## Description
Hammering Man représente la silhouette d'un homme debout, un marteau dans une main. L'œuvre est animée : la bras tenant le marteau frappe à intervalle régulier. La sculpture est réalisée en bois ou en acier, peints en noir.
L'œuvre existe en différentes tailles, jusqu'à plus de 20 m de hauteur. Elle est quasiment bidimensionnelle : son épaisseur ne dépasse jamais 10 cm.

## Historique
Jonathan Borofsky réalise son premier Hammering Man en 1979, comme élément d'une installation à la Paula Cooper Gallery. Haute de 3,4 m, la sculpture est réalisée en contre-plaqué peint en noir, avec un moteur pour le bras. L'œuvre est censée représenter le concept du Travailleur. Borofsky envisage de réaliser de plusieurs versions de la sculpture et de les installer à différents endroits dans le monde, ce qu'il réalise dans les années ultérieures, tant en extérieur et en accès libre qu'en intérieur dans des collections privées,.

## Installations publiques

### Asie

#### Séoul
Séoul, en Corée du Sud, abrite la plus grande réalisation de Hammering Man : 22 m de hauteur pour 50 t. La sculpture est installée à côté de l'immeuble de la Heungkuk Life, dans le quartier de Gwanghwamun. Elle frappe un coup toutes les 77 s.
En août 2009, la ville de Séoul déplace la sculpture de 5 m vers le trottoir et réalise un petit parc sur le site. Un chemin en spirale, entourant la statue, est créé pour mettre en valeur l'œuvre d'art. Des bancs, un aménagement paysager et un éclairage dédiés sont ajoutés au parc,.

### États-Unis

#### Dallas
Une version de Hammering Man, réalisée en 1985, est installée au Nasher Sculpture Center de Dallas, Texas.

#### Gainesville
Hammering Man at 2,938,405 est sculpté en 1984. L'œuvre, don de la fondation Martin Z. Margulies, est installée sur le campus de l'université de Floride à Gainesville.

#### La Jolla
Hammering Man at 3,110,527 est réalisé en 1988. L'œuvre est érigée au musée d'art contemporain de San Diego, à La Jolla, Californie.

#### Los Angeles
L'édition de Los Angeles de Hammering Man, datant de 1988, est installée devant le California Market Center.

#### Minneapolis
À Minneapolis, Minnesota, Hammering Man est installé en intérieur, dans la Crystal Court de l'IDS Center.

#### Seattle
Hammering Man à Seattle, Washington, mesure 15 m de hauteur, 76 cm de largeur et 18 cm d'épaisseur. Il est installé devant le Seattle Art Museum. La sculpture est réalisée en acier, avec un bras mécanique en aluminium. Elle est construite en 1992 pouru 450 000 $. Frappant quatre fois par minute, elle est active de 7 h du matin à 10 h du soir, tous les jours (hors Fête du Travail).
En 1993, lors de la Fête du Travail, un groupe d'artistes locaux attachent un boulet de prisonnier à l'échelle à la jambe de la sculpture.

### Europe

#### Bâle
À Bâle, Suisse, la version de la sculpture est installée en août 1989, devant le siège d'UBS. Elle mesure 13,5 m de haut pour 15 cm d'épaisseur et pèse 8 t.

#### Francfort

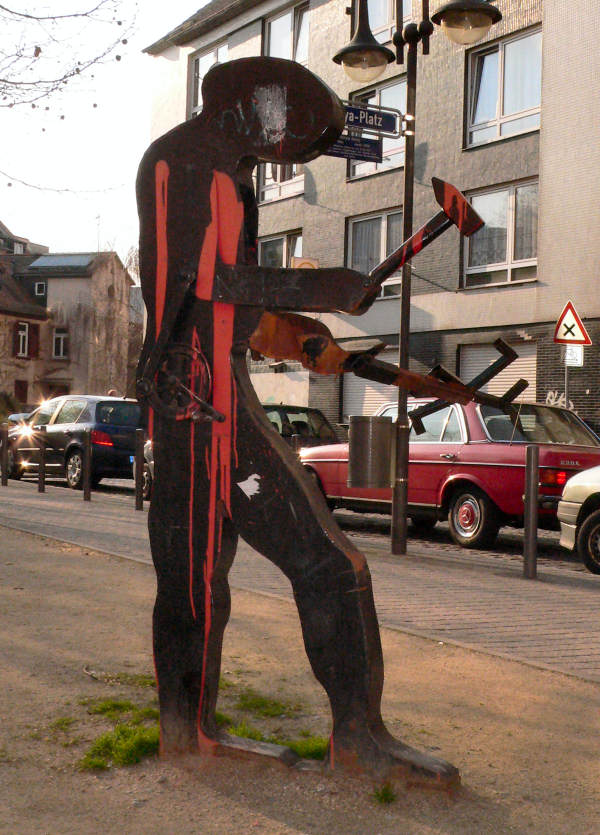
Copie du Hammering Man sur la Hülya-Platz de Francfort.

À Francfort-sur-le-Main en Allemagne, Hammering Man mesure 21 m de hauteur et est réalisé en 1990 pour l'inauguration de la Messeturm,.
Francfort comptait également une copie non officielle de 2 m de haut sur la Hülya-Platz, dans le quartier de Bockenheim (50° 07′ 25″ N, 8° 38′ 23″ E), dont le marteau, qui pouvait être actionné avec une manivelle, démolissait une svastika. La sculpture était un don d'un groupe de citoyens contre le néonazisme, pour commémorer l'incendie de Solingen de 1993 (en). La sculpture était souvent vandalisée et, en avril 2007, elle fut démontée et vendue à la ferraille après avoir été endommagée et s'être corrodée à tel point qu'elle était considérée comme un danger pour la sécurité publique. Elle a depuis été remplacée par une autre version.

#### Lillestrøm
À Lillestrøm, Norvège, l'œuvre est installée en 2010.

### Résumé
| Ville                 | Pays         | Hauteur (m) | Date | Localisation                         | Illus. |
| --------------------- | ------------ | ----------- | ---- | ------------------------------------ | ------ |
| Bâle                  | Suisse       | 13          | 1989 | 47° 33′ 05″ nord, 7° 35′ 47″ est     |        |
| Dallas                | États-Unis   | 7           | 1985 | 32° 47′ 20″ nord, 96° 48′ 03″ ouest  |        |
| Francfort-sur-le-Main | Allemagne    | 21          | 1990 | 50° 06′ 45″ nord, 8° 39′ 10″ est     |        |
| Gainesville           | États-Unis   | 7           | 1984 | 29° 38′ 11″ nord, 82° 22′ 11″ ouest  |        |
| La Jolla              | États-Unis   |             | 1988 | 32° 50′ 41″ nord, 117° 16′ 40″ ouest |        |
| Lillestrøm            | Norvège      | 12          | 2010 | 59° 57′ 15″ nord, 11° 02′ 09″ est    |        |
| Los Angeles           | États-Unis   |             | 1988 | 34° 02′ 27″ nord, 118° 15′ 18″ ouest |        |
| Minneapolis           | États-Unis   |             |      | 44° 58′ 33″ nord, 93° 16′ 21″ ouest  |        |
| Seattle               | États-Unis   | 14,6        | 1992 | 47° 36′ 25″ nord, 122° 20′ 17″ ouest |        |
| Séoul                 | Corée du Sud | 22          | 2002 | 37° 34′ 12″ nord, 126° 58′ 21″ est   |        |